# Coatréven
Coatréven is een gemeente in het Franse departement Côtes-d'Armor, in de regio Bretagne. De plaats maakt deel uit van het arrondissement Lannion.

## Geografie
De oppervlakte van Coatréven bedraagt 9,2 km².
De onderstaande kaart toont de ligging van Coatréven met de belangrijkste infrastructuur en aangrenzende gemeenten.

## Demografie
Onderstaande figuur toont het verloop van het inwonertal (bron: INSEE-tellingen).

1. ↑  Populations de référence 2022.